# Sean Parker
Sean Parker (ur. 3 grudnia 1979) – amerykański przedsiębiorca w dziedzinie technologii internetowych. Współtwórca portali Napster, Plaxo i Causes. Był jednym z członków grupy tworzącej Facebooka.

## Życiorys
Uczył się programowania od ojca już w wieku 7 lat. W wieku 16 został skazany na prace społeczne za hacking.
Parker ukończył Oakton High School w 1998 roku. W 1999 roku był współzałożycielem serwisu Napster, pozwalającego bezpłatnie wymieniać pliki muzyczne.
W listopadzie 2002 rozpoczął projekt Plaxo. Miała to być internetowa książka adresowa, połączona ze społecznymi usługami sieciowymi.
W 2004 roku nieformalnie zaczął doradzać twórcom portalu społecznościowego Facebook. Rok później został prezesem spółki i otrzymał 7% akcji. Po zatrzymaniu za posiadanie kokainy musiał odejść z firmy. Historia Parkera podczas pracy przy Facebooku jest przedstawiona w filmie Davida Finchera z 2010 roku, The Social Network. W jego postać wcielił się Justin Timberlake. Parker określił rolę Timberlake’a jako świetny występ, zupełnie nieodzwierciedlający jego prawdziwego charakteru.
Przeznaczył 100 000 dolarów na kampanię na rzecz legalizacji marihuany w Kalifornii.